# Gama (Cundinamarca)
Gama est une municipalité située dans le département de Cundinamarca, en Colombie.